# Baškovce, Sobrance
Baškovce este o comună slovacă, aflată în districtul Sobrance din regiunea Košice. Localitatea se află la altitudinea de 172 m deasupra n.m., se întinde pe o suprafață de 6,21 km2 și în 2017 număra 247 de locuitori. Se învecinează cu Hlivištia, Choňkovce, Horňa, Ruskovce și Jasenov.

## Istoric
Localitatea Baškovce este atestată documentar din 1427.

## Demografie
| An:                | 1994 | 2004   | 2014   | 2024    |
| ------------------ | ---- | ------ | ------ | ------- |
| Număr de persoane: | 269  | 261    | 253    | 215     |
| Diferență:         |      | −2,97% | −3,06% | −15,01% |

| An:                | 2023 | 2024   |
| ------------------ | ---- | ------ |
| Număr de persoane: | 224  | 215    |
| Diferență:         |      | −4,01% |